# 蔡思充
蔡思充（1578年—1639年），字保卿（宝卿），號元岗、元冈，福建漳州府漳浦县人，明朝政治人物。

## 生平
万历二十八年（1600年）庚子科福建乡试第二名举人，三十五年（1607年）丁未科進士，都察院觀政，三十六年授浙江东阳知县，有廉名，何乔远赠以诗云：「东阳为令几多时，不取民间一寸丝。」三十七年己酉分考，得倪元璐于稚龄，卒为名臣。四十二年考選，四十七年授礼科给事中，泰昌元年升工科左给事，天启元年升兵科都给事，二年升太常寺少卿，四年加光禄寺卿，以议许世子不嘗药，触魏璫怒，五年调南京，告归。崇祯二年四月起補南京太常寺卿，升刑部侍郎，上疏极陈科场关节、芦州芜关數大案，辞义激烈，凡出入轻重之际，多所平反。晉大司空（工部尚书），督理凤阳陵寝，五载竭心力，杜乾没，省陵费九万金，以应军需。崇祯十二年（1639年）致仕归，行至莆阳（莆田）卒，给葬祭，赠太子少保。思充事親孝，与人恕，而临大事，决大议，确然不可拔，没而人思之。

## 家族
曾祖蔡自隆。祖父蔡仕。父蔡應杲。前母方氏，母某氏。严侍下。兄思兼、思方。弟思正、蔡赉。